# 毒の矢
『毒の矢』（どくのや）は、横溝正史の長編推理小説。「金田一耕助シリーズ」の一つ。『オール讀物』1956年1月号に掲載された短編作品が、1956年3月に改稿長編化された（詳細は#原型短編の項目を参照）。

## あらすじ
緑ガ丘在住の三芳欣造夫妻を訪ねた金田一は、同じく緑ガ丘在住の三芳新造あての密告状をうっかり開封してしまったことについて相談を受ける。その内容は新造の妻・悦子が隣人・的場奈津子との同性愛にふけっているというものであった。うっかり開封してしまったのは欣造の妻・恭子が前夫・佐伯達人と密会しているという密告状を何回も受け取っていたからである。警察に相談したところ、警察に届け出があっただけでも多数の密告状が来ており、その中には金銭を要求するものもあったが、要求通りに置いてみた現金は誰も取りに来なかったという。密告状はいずれも「黄金の矢」を名乗っていた。
1週間ほど後、ほとんどの密告状が新聞からの切り抜きなのに、相談を受けた三芳新造あてのみが雑誌からの切り抜きだったこと、そして封筒の宛先が「新造」と「欣造」をわざと紛らわしく書いていることに気付いた金田一が欣造宅を訪問する。金田一が、その事実からの推論について説明しようとしたところ、奈津子に招待されて継娘・和子と共に的場邸を訪問していた恭子から、奈津子が殺害されたという電話が入る。
この日、奈津子は多くの人を招待しており、緑ガ丘全体を驚かすことができると、ひどくはしゃいでいたという。一旦退出した奈津子の様子を養女・星子と新造が見に行くと殺害されており、星子が皆に急を知らせた。死体は下半身が毛布に覆われた全裸で、背中のトランプ散らしの入れ墨のハートのクイーンにカラス羽根の矢が突き刺さっていた。直接の死因は扼殺で、それに先立って麻酔を嗅がされた形跡があった。
島田警部補と金田一が関係者の聴き取りを進めていると、星子の家庭教師・三津木節子が脅迫状の文字を切り抜いた雑誌を焼却しようとしていたところを取り押さえたとの報告が入る。同時に、風邪気味だと出席していなかった悦子が呼ばれてきた。悦子への聴き取りを優先していたところ、星子がカーテンの紐で絞殺されかけたという報せが入る。ストーブで空気が悪くなって気分が悪くなった星子を節子と和子が外へ連れ出し、節子がレモン水を作りに行って一人になった星子の頸を、後ろの窓から出た手が絞めていたという。医師・沢村や節子、佐伯による処置で星子は一命を取り留める。
島田警部補は節子への訊問を始めるが、まともに答えられずに泣き出してしまう。金田一は節子が「黄金の矢」を真似て書いた密告状がわざと欣造へ誤配されるよう図っていたことまでは気付いていたが、節子の反応を見て、欣造を通して金田一を事件に巻き込むことが目的だったことに気付く。節子は奈津子への密告状と思われる手紙が来た直後に預金が引き出されていることから、奈津子が脅迫されている可能性を考えていた。
そこへ佐々木医師が現れ、星子の容態を問われて「トランプは13枚ではなく15枚、ちゃんと数えた」とうわ言を言っていたことを伝えると、金田一は興奮した仕草をする。金田一はようやく真相に突き当たったのである。
客間に缶詰にされた関係者の周囲で警官たちの動きがあわただしくなる。そして島田警部補たちが現れ、金田一が真相を説明する。奈津子は無邪気だが闘争心のある人物だった。性の悶えに苦しみ、牧師・八木にも訴えていた奈津子は、耐えられず同性愛に陥っていたが、その相手が実は脅迫者「黄金の矢」であることに気付いた。そして、皆を招待して正体を暴露しようとしたが、気付かれて先手をとられたのである。
同性愛の相手は共犯であり、その体には主犯がテンペラでトランプを描いていた。奈津子に呼び寄せられて離れに来ていたが、麻酔薬で眠らせて奥の寝室へ放り込んだ。そして、上半身裸になり、赤いパテで矢を立て、倒れて準備していた。一方の主犯は星子が離れへ行きたがるように誘導し、「死体」を目撃させた。そして星子に事態を皆に知らせに行かせておいて、改めて奈津子を扼殺し、星子に目撃させたのと同じポーズをとらせて矢を突き刺した。
奈津子は入れ墨を星子や節子にも隠しており、同性愛の相手にもはっきりとは見せなかったので枚数が判らず、犯人は実際より多く描いていた。入れ墨のことを知らなかったため死体を母親だと思わなかった星子は、冷静にトランプの数を数えていた。星子が狙われたのは、被害者が母親だと知れたときに目撃した「死体」との肉体的相違に気付かれるのを防ぐためである。
金田一の説明での犯人の条件に唯一合致する新造は、面白いフィクションだと開き直り、種々の状況証拠を示されても動じない。金田一は部屋に入るとき首筋を覗いたと悦子に言い、婦人警官が待っているから潔白ならテンペラの洗い残しが無いことを証明してはどうかと提案する。悦子が耐えられず飛び上がったため、新造は金田一に殴りかかろうとするが、取り押さえられる。
1か月ほど後、星子の全快祝いの場で、八木が星子の後見も財産管理も欣造に任せたいと言い出す。佐伯は、節子への求婚が同居を条件に星子にも受け入れられたことを打ち明け、財産のことは自分の手には余るからと八木に賛同する。そのあと沢村が星子の健康は引き受けたなどと調子に乗っていると、事件直前に沢村と和子が抱擁していたことを星子が暴露する。数日後、八木の気持ちが解らないという欣造夫妻に、金田一は八木と星子の耳の形が似ていることを指摘する。

## 登場人物
金田一耕助（きんだいち こうすけ）
私立探偵。
三芳欣造（みよし きんぞう）
ピアニスト。緑ガ丘205番地に居住。
三芳兼子
欣造の前妻。ピアニスト。交通事故で死亡。
三芳恭子
欣造の妻。兼子の弟子で、達人と別居中に妻を失った欣造の手伝いをしている間に恋愛が芽生えて再婚。
三芳和子（みよし かずこ）
欣造と兼子の娘。緑ガ丘学園の大学生。
佐伯達人（さえき たつと）
声楽家。恭子の前夫。節子に惹かれている。
三芳新造（みよし しんぞう）
画家。緑ガ丘307番地に居住。
三芳悦子
新造の妻。
的場奈津子（まとば なつこ）
新造の隣家の主。子供のように無邪気な人物。アメリカ帰りというだけで何をしていたか知られていなかったが、亡夫と共にサーカスを経営していたことを、第1の事件の直後に八木が明らかにする。
的場星子
奈津子の養女とされているが、実は奈津子自身の私生児。16歳。小児麻痺で脚が不自由。通称ボンちゃん。
的場譲治
奈津子の亡夫。アメリカでサーカスを経営して財をなしたが3年前に死去。
三津木節子
星子の家庭教師兼看護婦。
お種
的場家の女中。
深井英蔵
的場家のじいや。奈津子が家を買い取ったとき、そのまま引き取ってもらって働いている。
お咲
英蔵の妻。
八木信介（やぎ しんすけ）
的場家とアメリカ時代から親しくしていた牧師。成城在住。
沢村
緑ガ丘病院の若い医師。和子と恋仲。
佐々木
緑ガ丘病院の医師。
橘貞之助（たちばな ていのすけ）
緑ガ丘署長。
島田
緑ガ丘署警部補。
山口
緑ガ丘署刑事。
緒方
緑ガ丘署刑事。
北山
緑ガ丘署刑事。

## 原型短編
本作の「人々を中傷する匿名の手紙」という要素の源流は『黒い翼』や『白と黒』と共に1948年の捕物帳『浄玻璃の鏡』にあるとされているが、本作の直接の源流と考えられているのは『ロック』1949年2月号 - 5月号に連載されて中断した由利麟太郎&三津木俊助登場作品『神の矢』である。一方、「背中に入れ墨を描き被害者に扮して目撃されることにより主犯のアリバイを作る」というトリックの源流は『捕物倶楽部』1954年1・2月合併号に掲載された捕物帳『当たり矢』と考えられている。双方の要素を併せた金田一耕助登場短編『毒の矢』は『オール讀物』1956年1月号に掲載され、これを1956年3月に東京文芸社の金田一耕助探偵小説選第3期第4『蝋美人』に収録される際に改稿長編化したのが本作である。
『毒の矢』の短編版と長編版にはストーリー展開に大きな差異は無い。登場人物についても、三芳新造を著述業から画家に変更し、的場星子を17歳から16歳に変更し、緑ガ丘署の橘署長が事件現場にも現れるところを部下の島田警部補に任せる形に変更し、刑事が証言内容を報告するだけだった的場家のじいやと妻が深井英蔵およびお咲という名で実際に登場するなどの変更があるのみである。推理小説としての要素については、星子が狙われた理由、死体に扼殺痕を残した理由、死体の下半身を毛布で覆った理由が明確に説明され、犯行動機を誤認させるための脅迫状、その脅迫状の作成日が合わないことを新聞記事の裏面で確認する設定、八木牧師に財産上の動機がある設定が追加されている。また、星子が入れ墨のトランプの枚数を数えていたことなどの事実を提示するタイミングが変更されている。最後の金田一による謎解きの段階では、短編版では死体入替トリックのみを説明して犯人を拘束した後に背景を簡略に説明するところを、金田一がまず最後まで詳細に説明し、それに対して犯人が証拠が無いと開き直る展開に変更している。事件解決後の後日談は長編版で全く新たに追加されたものである。

## 収録書籍
- 『毒の矢』（2022年、角川文庫、ISBN 978-4-04-112603-5）
「毒の矢」「黒い翼」を収録。
- 『毒の矢（新装版）』（1997年、春陽文庫、ISBN 978-4-394-39519-5）
「毒の矢」「蝙蝠と蛞蝓」「黒い翼」を収録。